# Żnin (gromada)
Żnin (do 30 XII 1959 Jaroszewo; od 31 XII 1961 Żnin-Zachód) – dawna gromada, czyli najmniejsza jednostka podziału terytorialnego Polskiej Rzeczypospolitej Ludowej w latach 1954–1972.
Gromady, z gromadzkimi radami narodowymi (GRN) jako organami władzy najniższego stopnia na wsi, funkcjonowały od reformy reorganizującej administrację wiejską przeprowadzonej jesienią 1954 do momentu ich zniesienia z dniem 1 stycznia 1973, tym samym wypierając organizację gminną w latach 1954–1972.
Gromadę Żnin z siedzibą GRN w mieście Żninie (nie wchodzącym w jej skład) utworzono 31 grudnia 1959 w powiecie żnińskim w woj. bydgoskim w związku z przeniesieniem siedziby GRN gromady Jaroszewo z Jaroszewa do Żnina i zmianą nazwy jednostki na gromada Żnin; równocześnie do gromady Żnin włączono obszary zniesionych gromad Bożejewice i Słębowo (bez wsi Podobowice i Ustaszewo) w tymże powiecie.
W 1961 roku gromada miała 20 członków gromadzkiej rady narodowej.
31 grudnia 1961 z gromady Żnin wyłączono wsie Kaczkowo, Kaczkówko i Uścikowo, włączając je do znoszonej gromady Juncewo w tymże powiecie, po czym gromadę Żnin przemianowano na gromada Żnin-Zachód.
1 stycznia 1973 w powiecie żnińskim utworzono gminę Żnin.